# 加見村
加見村（かみそん）は、山口県都濃郡にあった村。現在の周南市の中部、山口県道・島根県道3号新南陽津和野線の沿線、川上ダムの周辺にあたる。

## 地理
- 河川：富田川

## 歴史
- 1889年（明治22年）4月1日 - 町村制の施行により、中野村・川上村・川曲村・上村の区域をもって発足。
- 1942年（昭和17年）4月1日 - 徳山市に編入。同日加見村廃止。

## 交通

### 道路
現在は旧町域を山陽自動車道が通過するが、当時は未開通。